# Ammiano
Ammiano  è un nome proprio di persona italiano maschile.

## Varianti
- Femminili: Ammiana[1]

### Varianti in altre lingue
- Catalano: Ammià[3]
- Latino: Ammianus[1][2]
- Spagnolo: Ammiano[3], Amiano[3]

## Origine e diffusione
Nome di scarsa diffusione, che riprende il cognomen romano Ammianus; tale cognomen, attestato principalmente dopo il IV secolo, era assai raro in Italia, e i personaggi che lo portavano erano generalmente di origine greca.
L'etimologia è incerta; alcune fonti lo considerano un patronimico riferito al nome Ammia (quindi "attinente da Ammia"), mentre altre ipotizzano una connessione al greco αμμία (ammìa, un diminutivo di "mamma") oppure al nome del dio Amon.

## Onomastico
L'onomastico si festeggia il 4 settembre in ricordo di sant'Ammiano, martire con i santi Oceano, Giuliano e Teodoro sotto Massimiano Erculeo.

## Persone
- Ammiano, praefectus dell'Egitto prima del 271[6]
- Ammiano, corrispondente di Libanio, fu praeses Euphratensis, governatore dell'Eufratensis nel 365[7]
- Ammiano, comes rerum privatarum d'Occidente nel 383, quando ricevette la legge conservatasi nel Codice teodosiano, XI.30.41a[7]
- Ammiano Marcellino, storico romano del IV secolo